# Sitio de Cesaracosta (542)
El sitio de Caesaraugusta del año 542 fue un asedio llevado a cabo por el rey franco Childeberto I sobre la ciudad de Caesaraugusta. La defensa estuvo comandada por el dux Teudiselo, que logró resistir el embate franco durante cuarenta y nueve días.
La crónica de Gregorio de Tours atribuye el levantamiento del asedio por el impacto que entre los invasores francos tuvo una procesión invocando la ayuda del patrón de la ciudad, san Vicente. A cambio de su retirada, los francos exigieron reliquias del santo, con las que fundaron la abadía de Saint-Germain-des-Prés en París.